# Thelypteris salzmannii
Thelypteris salzmannii là một loài thực vật có mạch trong họ Thelypteridaceae. Loài này được (Fée) C.V. Morton miêu tả khoa học đầu tiên năm 1960.